# Stift Quedlinburg

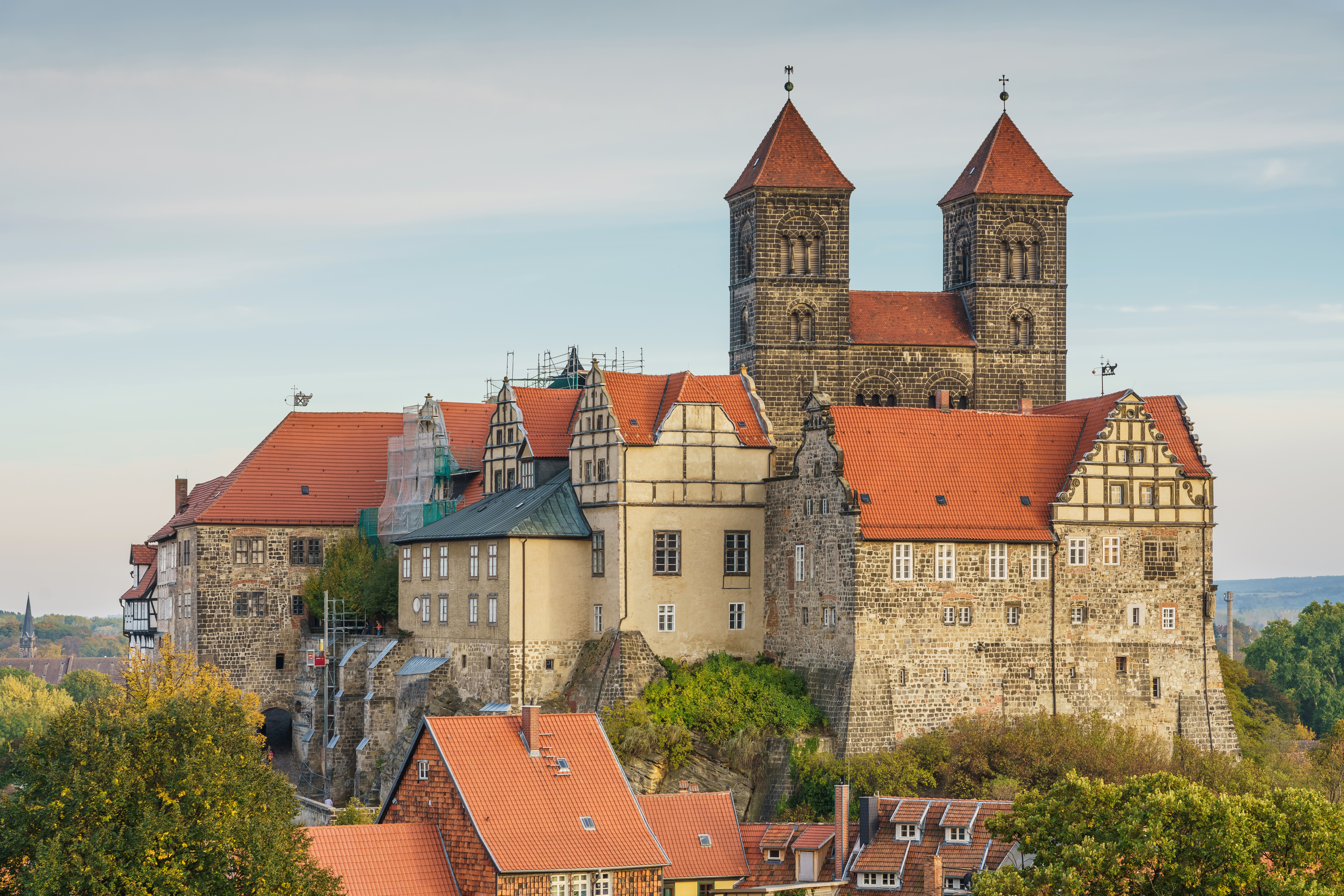
Stiftskirche und Schloss Quedlinburg, Blick vom Münzenberg

Das Stift Quedlinburg (lat. Abbatia Quedlinburgensis; Patrozinium: St. Servatius und Dionysius) war ein adeliges Kanonissenstift, das 936 auf Fürsprache Mathildes, der Witwe des 936 verstorbenen ostfränkisch-deutschen Königs Heinrich I., von ihrem Sohn Otto I. auf dem Burgberg von Quedlinburg gegründet wurde.

## Geschichte

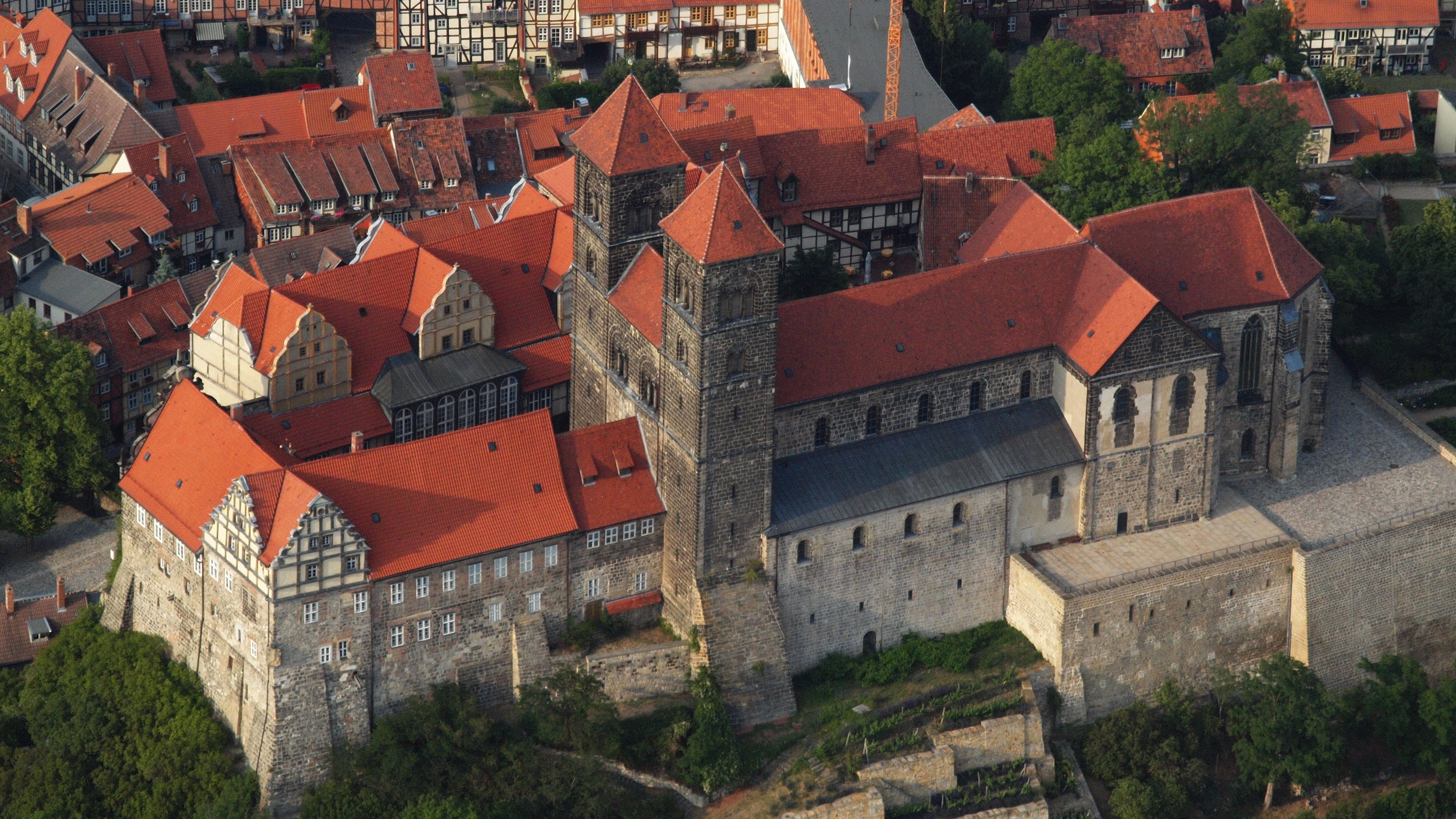
Stiftskirche und Schloss, Luftaufnahme (2015)

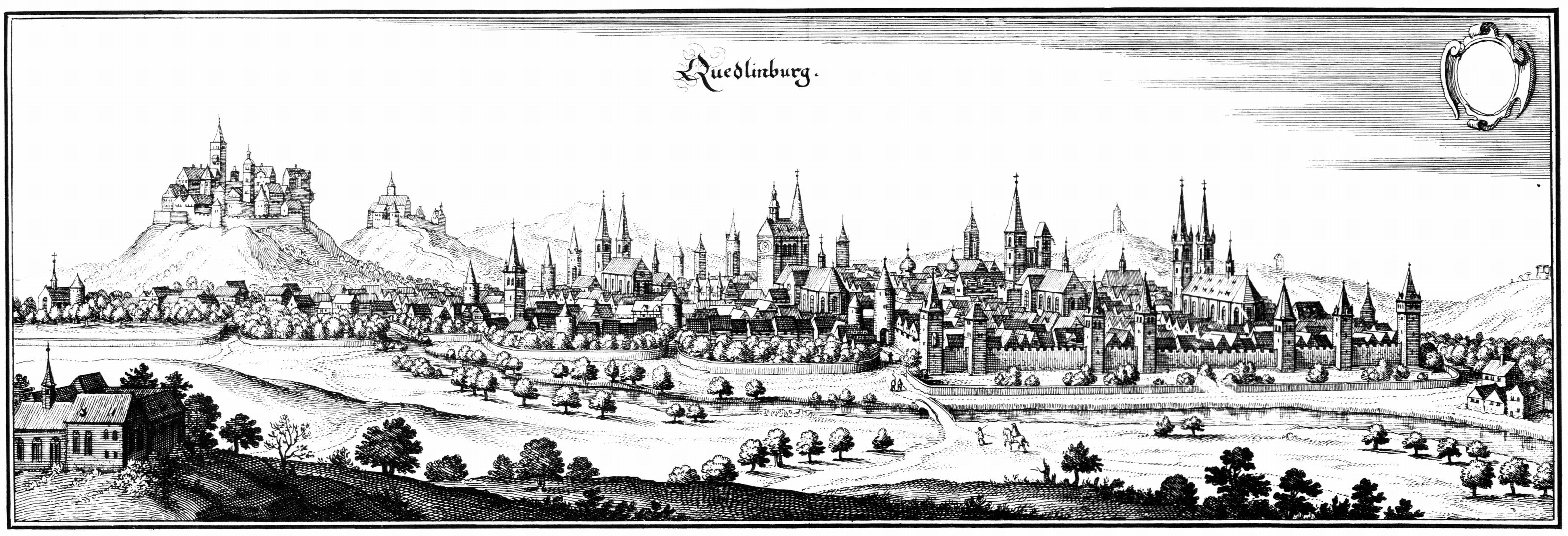
Schlossberg (links vorn) mit Befestigungsanlagen, Stiftsgebäuden und Dom. Merian 1647

Quedlinburg zählte zu den befestigten Orten, die König Heinrich I. (919–936) zur Sicherung des Reiches gegen die Ungarn als Königshof anlegte. Darüber hinaus wurde diese Pfalz zum Lieblingsort Heinrichs I. und seiner Frau Mathilde und später ihr Begräbnisort. Nach dem Tod ihres Gatten beabsichtigte die Königin zunächst das in karolingischer Zeit gegründete Frauenstift Wendhusen auf den Burgberg von Quedlinburg zu verlegen. Als dieser Plan scheiterte, gründete Königin Mathilde 936/937 mit Hilfe ihres Sohnes König Otto I. unabhängig von Wendhusen das Quedlinburger Chorfrauenstift. Dennoch blieb fortan eine dauernde administrative Verbindung beider Stifte bestehen. In den Jahren 946 und 966 gewährten die Päpste dem Quedlinburger Stift Schutz und die Exemtion. Die Stiftsdamen lebten als weltliche Kanonissen nach der Aachener Regel, die 816 auf der Reichssynode zu Aachen für „weltliche“, also nicht einer Ordensregel folgenden Stifte, festgeschrieben worden war. Die luidolfingischen Herrscher verliehen dem Stift in der Folgezeit Immunität und Reichsunmittelbarkeit, hinzu kam eine reiche Dotation. So stattete Kaiser Otto III. das Kanonissenstift mit bedeutenden Privilegien aus (994 Marktprivileg, Münzprivileg und Zollprivileg, Begüterung bis ins Eichsfeld, Vogtland und Havelland). Zur Zeit der sächsischen und der salischen Kaiser wurde das Stift Quedlinburg sogar zu einem Bildungszentrum und mit über 60 Aufenthalten von ostfränkischen Herrschern eine Zentrale des Reiches. Die Kaiserinnen Adelheid und Theophanu residierten zeitweise hier im Stift.
Um das Jahr 1300 entwickelte sich aus der im Schutz des Stiftes gelegenen Marktsiedlung in Verbindung mit umliegenden Ansiedlungen die Stadt Quedlinburg, die fortan nicht selten in einer spannungsreichen Abhängigkeit von der Abtei stehen sollte.

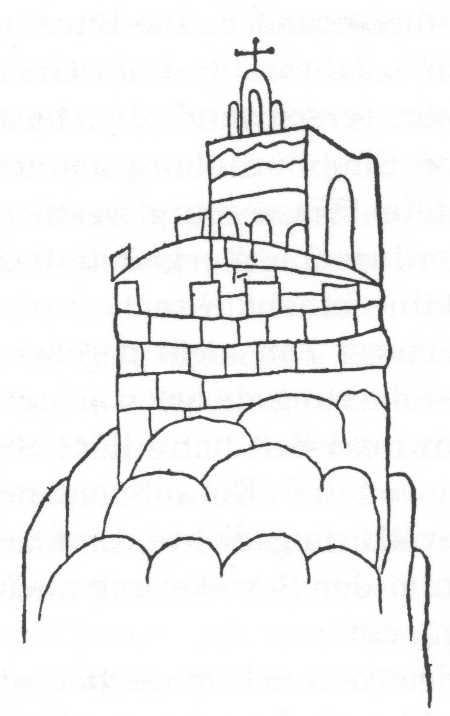
Ansicht des Burgberges, 956 (Subskriptionszeichen MGH DD O. I, 184)

Die fürstliche Reichsabtei besaß in und außerhalb Quedlinburgs weitere Eigenstifte und -klöster, so das Kanonikerstift St. Wigbert und Jakobus in plano iuxta curtem regiam, das ab 1139/46 zum Prämonstratenserstift wurde, zudem das 986 von der ersten Äbtissin Mathilde gegründete Benediktinerinnenkloster Sancta Maria in Monte occidentali (Münzberg), sowie je ein Bettelordenskloster der Franziskaner (gegr. 1270) und der Augustiner-Eremiten (gegr. vor 1300). Außerhalb der Stadt standen das Benediktinerinnenkloster Walbeck im Mansfelder Land (962 gegründet), die Zisterzienserabtei Michaelstein am Harz (1147 von einer Quedlinburger Äbtissin gegründet) und das Augustiner-Chorfrauenstift Brehna bei Halle an der Saale (1201 gegründet) in Abhängigkeit zu Quedlinburg.
Die letzte katholische Reichsäbtissin von Quedlinburg vor der in den Folgejahren heraufziehenden Reformation war Magdalene von Anhalt († 1514). Äbtissin Gräfin Anna II. zu Stolberg trat im Jahr 1539 mit dem Stift und den Stiftslanden zur Reformation über, die Fürstabtei blieb aber als lutherisches Damenstift bis zur Säkularisation von 1802/03 bestehen. Unter den folgenden evangelischen Stiftsvorsteherinnen ragen hervor die Gräfin Aurora von Königsmarck (1662–1728; zunächst Koadiutrix, dann regierende Pröpstin in der Sedisvakanz 1704–1718) und Fürstäbtissin Anna Amalia von Preußen (reg. 1755/56–1787), jüngste Schwester von König Friedrich dem Großen. Seit der Reformation war die Stiftskirche zugleich protestantische Pfarrkirche und birgt bis heute sterbliche Überreste der Hl. Mathilde und ihrer Enkelin, der Äbtissin Mathilde.
Die Vogtei über das Stift erlangten Mitte des 12. Jahrhunderts die Grafen des Harzraumes, 1273 dann die Grafen von Regenstein und 1477 die Wettiner, deren albertinische Linie im Jahr 1485 die Schutzherrschaft über die Abtei erhielt. Nach Auseinandersetzungen zwischen der Stadt Quedlinburg und dem Bischof von Halberstadt einerseits und Äbtissin Hedwig von Sachsen und ihren Brüdern Ernst und Albrecht von Sachsen andererseits war seit 1477/79 die kursächsische Vogtei über das Reichsstift festgeschrieben. Die Vogteirechte wurden erst gut 200 Jahre später (1697) an Kurbrandenburg verkauft, was am 30. Januar 1698 zur gewaltsamen Besetzung des Stiftsgebietes durch Brandenburg-Preußen führte.
Letzte Quedlinburger Äbtissin war Sophia Albertina von Schweden († 1829).
Nach der Säkularisation von 1802 und 1803 wurde das Reichsstift als Fürstentum Quedlinburg von Preußen in Besitz genommen. Es gehörte von 1807 bis 1814 zum napoleonischen Königreich Westphalen.
→ Siehe auch: Schlossmuseum (Quedlinburg)

## Eigenart und Bestimmung des weltlichen Damenstifts Quedlinburg

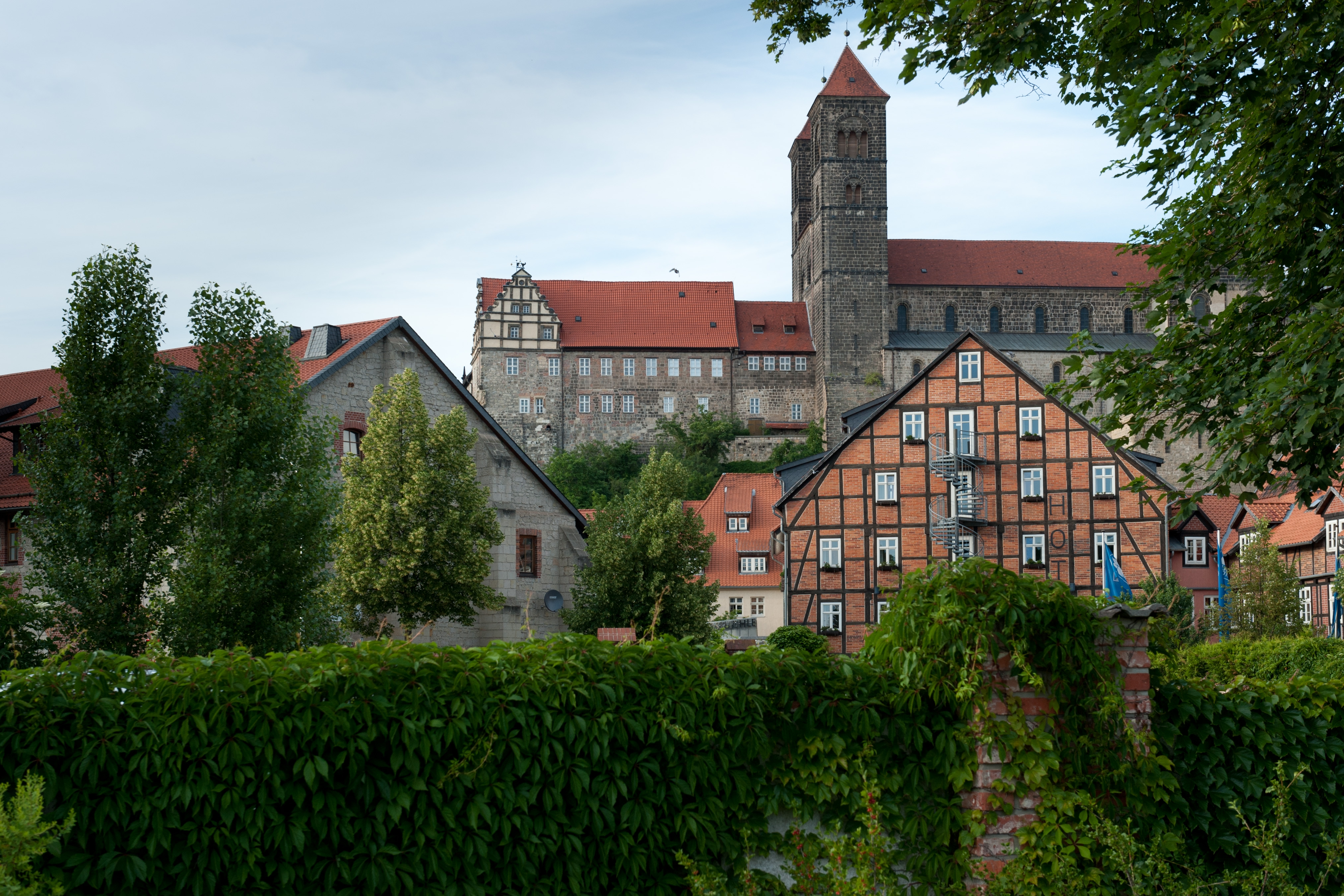
Blick von Süden. Im Vordergrund die Schlossmühle Quedlinburg (heute Hotel)

Das „Kaiserlich freie weltliche Reichsstift Quedlinburg“, wie es bis zu seiner Auflösung 1802 offiziell genannt wurde, war eine Gemeinschaft unverheirateter Töchter hochadliger Familien, die in diesem Frauenstift ein gottgefälliges Leben führen wollten. Der Begriff „weltlich“ im Namen ist dabei als Gegensatz zu „klösterlich“ zu verstehen. Es war seinem Charakter nach ein königliches Familienstift und kam nach seiner Gründung durch reiche Beschenkung zu baldiger Blüte. Die Hauptaufgabe bestand in der Memoria, also im Totengedenken für den am 2. Juli 936 verstorbenen Heinrich I.
Die größten und berühmtesten Frauenstifte dieser Art waren, außer dem Stift Quedlinburg, die Stifte in Essen, Gandersheim, Gernrode, Köln und Herford. In dem letztgenannten Stift wurde die junge Königin Mathilde von ihrer Großmutter, die dort Äbtissin war, erzogen. Mathilde hatte 936 vergeblich versucht, den Konvent des Klosters Wendhausen vollständig nach Quedlinburg zu verlegen. Im Laufe der Zeit gestaltete sich die Verbindung der beiden Stifte aber so, dass die Pröpstinnen von Wendhausen aus dem Quedlinburger Stiftskapitel gewählt wurden.
Im Mittelalter und der frühen Neuzeit waren die Frauenstifte wichtige Zentren, um unverheiratete adlige Frauen und Witwen zu versorgen. Die Stiftsdamen waren häufig gelehrt und verrichteten kunstfertige Handarbeiten.

## Kirchenbau

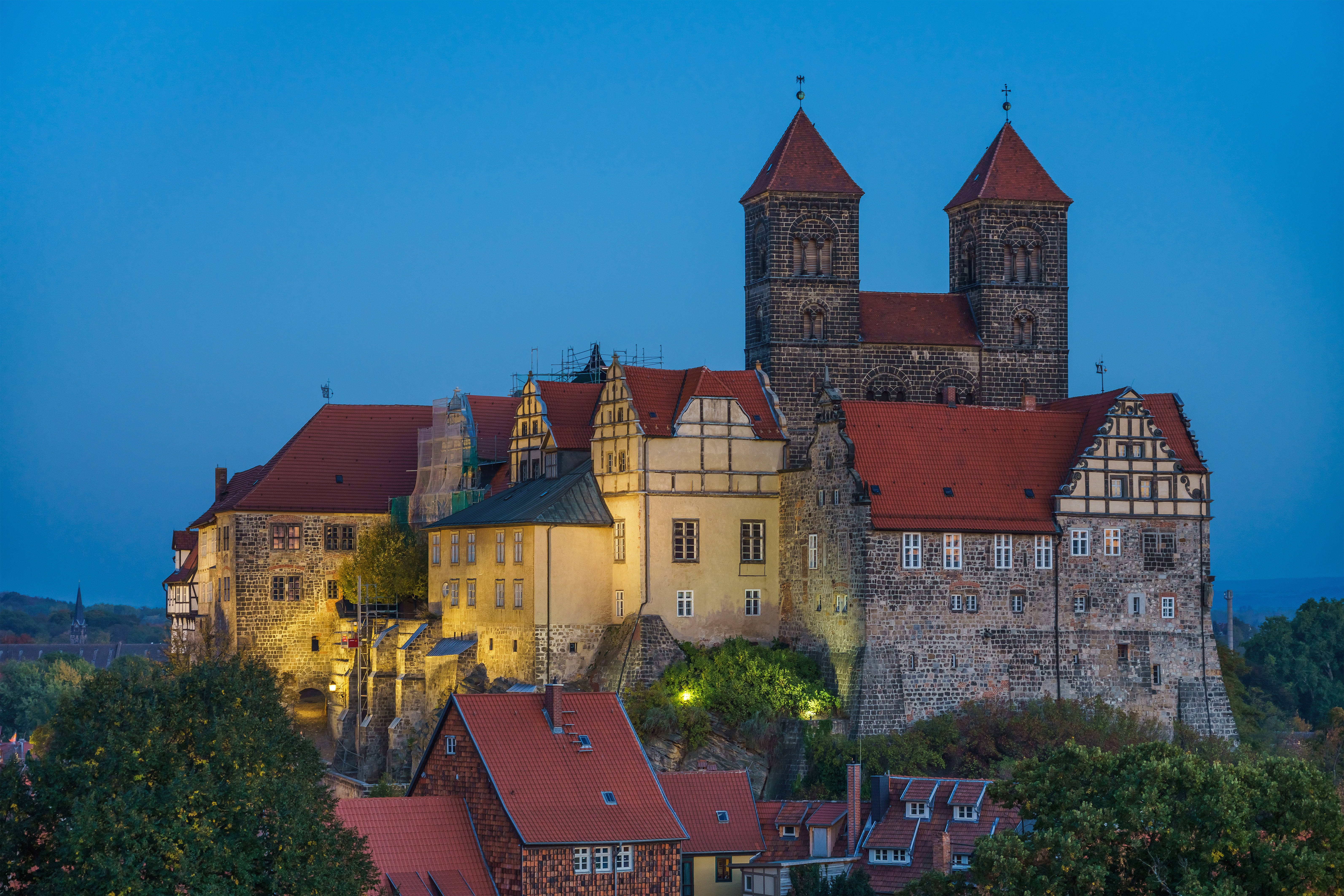
Die ehemaligen Stiftsgebäude in der Abenddämmerung

Die Stiftskirche St. Servatius, auch St. Servatii, oft auch als Quedlinburger Dom bezeichnet, ist eine den Heiligen Dionysius und Servatius geweihte Kirche und ein Denkmal hochromanischer Baukunst. Die flachgedeckte dreischiffige Basilika wurde vor 997 auf den Überresten dreier Vorgängerbauten begonnen und im Jahre 1021 beendet. Dem niedersächsischen Stützenwechsel folgend wechseln je zwei Säulen mit einem Pfeiler ab.

## Äbtissinnen
Königin Mathilde gründete und leitete das Stift von 936 bis 966, war aber keine Äbtissin. Erste Äbtissin war ihre Enkelin Mathilde, Tochter Kaiser Ottos I., eine Liudolfingerin. Anna II., Gräfin zu Stolberg, war als 28. zugleich die letzte katholische Äbtissin. 1540 wurde das Stift evangelisch. Letzte Äbtissin war, bis 1803, Sophie Albertine, Prinzessin von Schweden.
→ Siehe: Liste der Äbtissinnen von Quedlinburg

## Schenkungen an das Damenstift
In den ersten Jahrzehnten nach Gründung des Damenstiftes werden zahlreiche Schenkungen, insbesondere durch das sächsische Königshaus, verzeichnet. Alle später beschriebenen Wüstungen aus der unmittelbaren Umgebung gehören dazu, aber auch weit entfernte Orte, wie das 170 km entfernte Soltau, das Otto I. 936 schenkte. Hier eine chronologisch sortierte Auswahl:
- Die dem heiligen Michael geweihte Kirche neben der Klause Volkmarskeller bei Blankenburg im Harz wurde 956 von Otto I. dem Stift Quedlinburg geschenkt.
- 974 kam der Ort Duderstadt im südöstlichen Niedersachsen an das Stift Quedlinburg, das ihn 262 Jahre verwaltete. Das Dorf Breitenfeld/-berg bei Duderstadt gehörte bis zur Auflösung des Damenstiftes zu Quedlinburg.[4]
- Die erste urkundliche Erwähnung von Potsdam erfolgte in der Schenkungsurkunde König Ottos III. am 3. Juli 993. Das Diplom markiert einen Wendepunkt in der Wiedergewinnung ostelbischer Gebiete; denn aufgrund des Slawenaufstandes von 983 war die deutsche Herrschaft wieder bis an die Elbe zurückgedrängt worden.
- Im Jahre 999 kam die provincia Gera in den Besitz des Stiftes Quedlinburg, dessen Äbtissin 1209 die Vögte von Weida als Verwalter des Gebietes einsetzte.
- Otto I. schenkte 936 fünfundzwanzig Orte, 937 zwei Orte, 944 einen Ort, 946 zwei Orte, 954 einen Ort, 956 elf Orte und 961 sieben Orte. Otto II. schenkte 974 fünf Orte, 979 einen Ort sowie 985 fünf Orte. Otto III. schenkte 992 drei Orte, 993 zwei Orte, 995 vier Orte und 999 einen Ort. Später kamen insgesamt noch mehr als 150 Orte hinzu.[5]

→ Siehe auch: Domschatz Quedlinburg

## Siehe auch

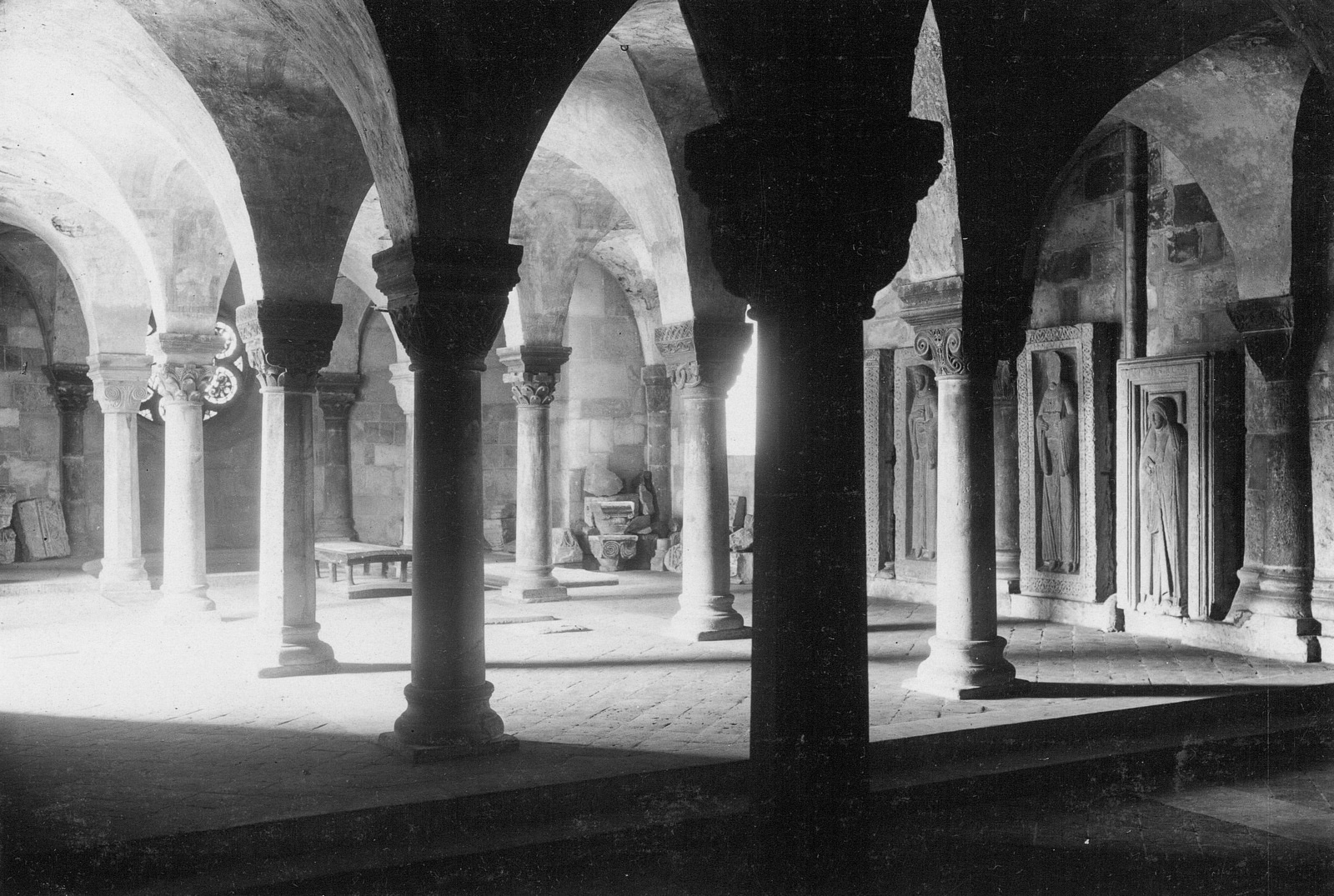
Krypte der Stiftskirche, fotografiert um 1925/1932 von Paul Wolff

### Lexikonartikel
- Gerhard Köbler: Historisches Lexikon der deutschen Länder. Die deutschen Territorien vom Mittelalter bis zur Gegenwart. 8. Auflage. C.H. Beck, München 2019, S. 545.
- Rudolf Joppen: Art. Quedlinburg. In: Lexikon für Theologie und Kirche, Bd. 8, 2. Auflage, Verlag Herder. Freiburg im Breisgau 1962, Sp. 931.
- Josef Pilvousek: Art. Quedlinburg. In: LThK, Bd. 8, 3. Auflage, Verlag Herder, Freiburg im Breisgau 1999, Sonderausgabe 2006, Sp. 766f.

### Monographien und Aufsätze
- Clemens Bley (Hrsg.): Kayserlich – frey – weltlich. Das Reichsstift Quedlinburg im Spätmittelalter und in der frühen Neuzeit (=  Studien zur Landesgeschichte. Bd. 21). Halle 2009, ISBN 978-3-89812-628-1 (Einführung und zehn Beiträge der Tagung vom 16./17. September 2006 in Quedlinburg; Anhänge: Prosopographie des Quedlinburger Kapitels in nachreformatorischer Zeit [S. 45–104] und Leitende Beamte der Abtei 1575–1750 [S. 227]).
- Clemens Bley: Tradition – Reformation – Legitimation. Zur Einführung der Reformation im Reichsstift Quedlinburg. In: Frauenkonvente im Zeitalter der Konfessionalisierung. Klartext Verlag, Essen 2010, ISBN 978-3-8375-0436-1.
- Walter Breywisch: Quedlinburgs Säkularisation und seine ersten Jahre unter preußischer Herrschaft 1802–1806. In: Sachsen und Anhalt, Bd. 4, Magdeburg 1928, S. 207–249.
- Horst Fuhrmann: Vom einstigen Glanze Quedlinburgs: Ein Kapitel Frauenleben im Mittelalter. In: ders.: Überall ist Mittelalter. Von der Gegenwart einer vergangenen Zeit. Verlag C.H. Beck, München 1996, ISBN 3-406-40518-5, S. 99–119.
- Peter Kasper: Das Reichsstift Quedlinburg (936–1810). Konzept – Zeitbezug – Systemwechsel. V&R unipress, Göttingen 2014, ISBN 978-3-8471-0209-0.
- Christian Marlow: So ist mir … das Stift Quedlinburg in secularisirtem Zustand als nun vollständige erbliche Besitzung bestimmt und zugesichert worden – Die Säkularisierung des Reichsstift Quedlinburg. In: Quedlinburger Annalen 14 (2011), S. 72–86.
- Christian Marlow: Die Quedlinburger Äbtissinnen im Hochmittelalter. Das Stift Quedlinburg in Zeiten der Krisen und des Wandels bis 1137. Magdeburg 2017 (pdf 2,24 MB).
- Barbara Pätzold: Stift und Stadt Quedlinburg. Zum Verhältnis von Klerus und Bürgertum im Spätmittelalter. In: Hansische Studien, Bd. VIII (1989), S. 171–192.
- Teresa Schöder-Stapper: Fürstäbtissinnen. Frühneuzeitliche Stiftsherrschaften zwischen Verwandtschaft, Lokalgewalten und Reichsverband. Böhlau Verlag Köln, Weimar, Wien 2015, ISBN 978-3-412-22485-1.
- Hermann Wäscher: Der Burgberg in Quedlinburg. Geschichte seiner Bauten bis zum ausgehenden 12. Jahrhundert nach den Ergebnissen der Grabungen von 1938 bis 1942 (= Deutsche Bauakademie. Schriften des Instituts für Theorie und Geschichte der Baukunst). Berlin 1959, S. 40.
- Hans-Erich Weirauch: Die Güterpolitik des Stiftes Quedlinburg im Mittelalter. In: Sachsen und Anhalt, Bd. 13, Magdeburg 1937, S. 117–181.
- Hans-Erich Weirauch: Der Grundbesitz des Stiftes Quedlinburg im Mittelalter. In: Sachsen und Anhalt, Bd. 14, Magdeburg 1938, S. 203–295.